# Spintherophyta globosa
Spintherophyta globosa är en skalbaggsart som först beskrevs av Olivier 1808.  Spintherophyta globosa ingår i släktet Spintherophyta och familjen bladbaggar. Inga underarter finns listade i Catalogue of Life.